# John Caldwell
John Caldwell (ur. 7 maja 1938 w Belfaście, zm. 10 lipca 2009 tamże) – irlandzki bokser kategorii muszej i koguciej, brązowy medalista letnich igrzysk olimpijskich w Melbourne.
W 1958 roku przeszedł na zawodowstwo. Pierwszą zawodową walkę stoczył w Glasgow z Billym Downerem wygrał przez nokaut w 2 rundzie. Po sześciu wygranych walkach w Szkocji przeniósł się do Belfastu. stoczył tam 10 rundową walkę z Martinem Estebanem, która wygrał na punkty. W 1959 stoczył 7 kolejnych wygranych pojedynków z Simonem Carnazzą, Henrim Schmidtem, Francisco Carreno, Pierre Rossim, Giacomo Spano. Dwie ostatnie walki w roku stoczył i wygrał z Salvatore Manca. 18 stycznia 1962 doznał pierwszej porażki z Éderem Jofre. Karierę zakończył w 1965 po porażkach z Alanem Rudkinem i Montym Laudem. Zmarł po długiej walce z rakiem gardła.